# Stolzit
Stolzit, är ett blyvolframat PbWO4. Det är ett relativt sällsynt mineral och förekommer ofta tillsammans med och liknar blymolybdatet wulfenit PbMoO4. Det är dimorft med raspit PbWO4 som tillhör det monoklina kristallsystemet.

## Etymologi och historia
Det beskrevs första gången 1820 av August Breithaupt, som kallade det Scheelbleispat och därefter av François Sulpice Beudant 1832, som kallade det scheelitin. År 1845 myntade, Wilhelm von Haidinger namnet stolzit för en förekomst i Krušné Hory (Erzgebirge), Tjeckien, uppkallat efter Joseph Alexi Stolz i Teplice i Böhmen.

## Egenskaper
Mineralet kristalliserar i det tetragonala kristallsystemet. 
Kristallerna har optisk transparens som glas men mycket högre densitet (8,34 g/cm3 mot ~ 2,5 g/cm3 för sodaglas).

## Förekomst
Stolzit är ett sekundärmineral och förekommer vanligtvis i oxiderade hydrotermala malmfyndigheter av volframat tillsammans med raspit, cerussit, anglesit, pyromorfit och mimetit.
Kända förekomster finns även i bl. a. Arizona, Nigeria, Chile och Brasilien. I Sverige har små stolzitkristaller  hittats i Långbangruvan, Baggetorp och Garpenbergs gruva.

## Användning
Kristaller av stolzit används som scintillatorer inom partikelfysiken på grund av deras korta strålningsvåglängd (0,89 cm), låga Molièreradie (2,2 cm), snabba scintillationsrespons, och strålningshårdhet. Kristallerna används även i Compact Muon Solenoids elektromagnetiska kalorimeter i LHC vid Cern i Schweiz.